# Тулубьево (Псковская область)
Тулубьево — деревня в Великолукском районе Псковской области России. Входит в состав Переслегинской волости.

## География
Расположена на северо-западе района на реке Насва, в 30 км к северо-западу от райцентра Великие Луки и в 1 км к югу от деревни Овсище.

## Население
| 2001 | 2002 | 2010 |
| ---- | ---- | ---- |
| 73   | ↘72  | ↘60  |

Численность населения деревни по состоянию на начало 2001 года составила 73 жителя.

## История
С января 1995 до декабря 2014 года деревня входила в состав ныне упразднённой Горицкой волости.

## Известные уроженцы
- Гусаров, Дмитрий Яковлевич (1924—1995) — писатель, Заслуженный работник культуры РСФСР.